# Tech
Der Tech (auf Katalanisch Tec) ist ein Küstenfluss im Süden Frankreichs, der im Département Pyrénées-Orientales in der Region Okzitanien verläuft. Er entspringt in den Pyrenäen, nahe der spanischen Grenze, an der Südost-Flanke des Gipfels Roc Colom (2507 m), im Gemeindegebiet von Prats-de-Mollo-la-Preste. Der Tech entwässert generell in nordöstlicher Richtung, anfangs durch die Landschaft des Haut Vallespir, später durch die Roussillon-Ebene und mündet nach rund 84 Kilometern im Gemeindegebiet von Argelès-sur-Mer in das Mittelmeer. Im Unterlauf ist der Fluss durch viele Aufstauungen und Wasserableitungen verbaut. Die Mündung befindet sich im Naturreservat Mas Larrieu.

## Orte am Fluss
- Prats-de-Mollo-la-Preste
- Le Tech
- Arles-sur-Tech
- Amélie-les-Bains-Palalda
- Céret
- Saint-Jean-Pla-de-Corts
- Le Boulou
- Ortaffa
- Palau-del-Vidre
- Elne

## Sehenswürdigkeiten
In Céret fließt der Fluss unter der mittelalterlichen Teufelsbrücke hindurch, die mit einer Spannweite von 45 Metern einmal die größte Brücke der Welt war.